# NGC 7519
NGC 7519 ist eine Spiralgalaxie vom Hubble-Typ Sb im Sternbild Pegasus am Nordsternhimmel. Sie ist schätzungsweise 482 Millionen Lichtjahre von der Milchstraße entfernt.
Das Objekt wurde am 5. Oktober 1864 von Albert Marth entdeckt.